# Ôn Tĩnh Hoàng quý phi
Ôn Tĩnh Hoàng quý phi (chữ Hán: 溫靖皇貴妃, 6 tháng 10, năm 1873 – 20 tháng 10, năm 1924), còn gọi là Đức Tông Cẩn phi (德宗瑾妃) hoặc Đoan Khang Thái phi (端康太妃), là một phi tần của Thanh Đức Tông Quang Tự Hoàng đế.
Là chị của Trân phi nổi tiếng thời Thanh mạt, Cẩn phi từng cùng em gái trải qua một đợt giáng vị dưới mệnh lệnh của Từ Hi Thái hậu. Sau khi Quang Tự Đế cùng Long Dụ Hoàng thái hậu lần lượt băng hà, Cẩn phi với tư cách là góa phụ cuối cùng của Quang Tự Đế được tôn trở thành một Hoàng thái phi, sau đó liền cùng với Hiến Triết Hoàng quý phi (Kính Ý Thái phi) bước vào đấu tranh giành ảnh hưởng lên Hoàng đế dưới thời Tuyên Thống Đế Phổ Nghi.
Bà còn đóng vai trò then chốt trong việc định đoạt hôn sự giữa Tuyên Thống Đế và Hoàng hậu Uyển Dung, sau thắng lợi trước thế lực của Kính Ý Thái phi. Cùng với Cung Túc Hoàng quý phi, bà là người hậu phi cuối cùng của Mãn Thanh mất ngay trong Tử Cấm Thành, Bắc Kinh trước khi cả hoàng gia bị cưỡng chế trục xuất bởi Phùng Ngọc Tường.

## Thân thế

### Dòng dõi đương thấp
Ôn Tĩnh Hoàng quý phi sinh ngày 20 tháng 8 (âm lịch), lại có thuyết nói là 15 tháng 8 (âm lịch) năm Đồng Trị thứ 13 (1873), xuất thân từ Mãn Châu Tương Hồng kỳ Tha Tha Lạp thị (他他拉氏), cũng phiên thành Tha Tháp Lạp thị (他塔喇氏). Một chi gia tộc Tha Tha Lạp thị này tương đối không mấy hiển hách, nếu không muốn đánh giá là tương đối kém.
Chi hệ Tha Tha Lạp thị của Ôn Tĩnh Hoàng quý phi lệ thuộc Mãn Châu Tương Hồng kỳ đệ nhất Tham lĩnh (參領), thuộc Tá lĩnh thứ 13, chức Tá lĩnh này được quản lý bởi hậu duệ của Lang Cách (郎格), thế hệ lớn của Đại Đồ Khố Ha Lý (岱圖庫哈里) thuộc một chi Tha Tha Lạp. Con trai của Lang Cách là A Nhĩ Bố Ni (阿爾布尼) nhậm Tá lĩnh, cháu Đạt Đô (達都) nhậm Phụng Thiên tướng quân, là Thanh sơ quan lại thế gia. Tuy nhiên, dù dòng dõi gia tộc của Ôn Tĩnh Hoàng quý phi cũng lệ thuộc dưới sự quản lý của con cháu Lang Cách, cùng họ Tha Tha Lạp thị, nhưng gia tộc của bà cùng Lang Cách lại không chung một gốc, cơ bản không có quan hệ huyết thống, hơn nữa thân phận chênh lệch rất lớn.
Căn cứ gia phả của Ôn Tĩnh Hoàng quý phi, tổ tiên nhập kỳ tên gọi Ngạch Nhĩ Cổ Đại (額爾古岱), tính từ Ngạch Nhĩ Cổ Đại qua tới 5 đời đều chỉ là thường dân. Đến đời thứ 6, có người tên Ngũ Đạt Sắc (五達色) mới làm được chức quan, là Lục phẩm "Kiêu Kị giáo" (驍騎校), tuy nhiên qua đến đời con trai ông là Toàn Bảo (全保) thì lại trở về làm thường dân. Con trai của Toàn Bảo, tên gọi Tát Lang A (薩郎阿) thi đậu Phiên dịch Cử nhân năm Càn Long thứ 57, làm đến Lục phẩm Chủ sự của bộ Lại. Đến đây thì gia tộc của Ôn Tĩnh Hoàng quý phi chỉ dừng ở mức trung cấp quan liêu. Tát Lang A sinh ra ba con trai: Thành Thái (成泰) nhậm "Bút thiếp thức", Tân Thái (新泰) làm Chủ sự Thái Lăng; con út Dụ Thái (裕泰), là tổ phụ của Ôn Tĩnh Hoàng quý phi.

### Gia thế bay lên
Tổ phụ Dụ Thái của Ôn Tĩnh Hoàng quý phi từ xuất thân Quan học sinh, thi đậu Nội các Trung thư mà xuất sĩ làm quan, thời Đạo Quang nhậm qua Án sát, Bố chính sứ đến Thống đốc Thiểm Tây và Cam Túc, trở thành một quan viên địa phương có chức quyền, thụy là Trang Nghị (莊毅). Dụ Thái đắc thế, làm một chi Tha Tha Lạp thị từ một gia đình quan liêu trung cấp bay thẳng lên hàng thế gia. Điều này có thể chứng minh qua vòng hôn nhân của gia tộc, khi trước đó các vị tằng tổ mẫu và tổ mẫu của Dụ Thái đều là con gái nhà Bát Kỳ bình thường, thậm chí nguyên phối của Dụ Thái là Qua Nhĩ Giai thị (瓜爾佳氏) xuất thân cũng cực kì bình thường.
Nhưng từ khi Dụ Thái đắc thế, hôn nhân trong nhà Tha Tha Lạp thị phất lên qua các đời con của ông. Dụ Thái có 4 trai 4 gái, trong đó: con cả Trường Khải (長啟), cưới Ngũ Di Đặc thị (伍彌特氏) là con gái của Nhất đẳng Kế Dũng hầu Tô Sùng A (蘇崇阿); con trai thứ Trường Thiện (長善), cưới Qua Nhĩ Giai thị là con gái Đại học sĩ Quế Lương (桂良); con thứ 3 Trường Kính (長敬) cưới Hách Xá Lý thị là con gái Thị lang Thư Nguyên (書元). Con trai út, Tả Thị lang Bộ Lễ Trường Tự (長敘), cha của Ôn Tĩnh Hoàng quý phi, cưới tới 4 vị chính thê, bao gồm: vị thứ nhất, con gái của Nhàn tản Tông thất Đại học sĩ Bảo Hưng (寶興), vị thứ 2 là con gái của Huệ Đoan Thân vương Miên Du, vị thứ 3 là con gái của Bát nhập Bát phân Phụ quốc công Đại học sĩ Tái Linh (載齡). Trong đó, vị thứ 2 là cháu gái gọi Gia Khánh Đế bằng ông nội, rõ ràng là được chỉ hôn từ ngay trong cung, dù gia thế nhà Tha Tha Lạp thị từ thời Dụ Thái mới lên, chỉ xét vào "Tân quý", nhưng có thể đạt đến được chỉ hôn cho Quận chúa, quả thật không hề đơn giản.
Tuy vậy, các vị chính thất của Trường Tự đều không lưu lại hậu duệ. Con trai độc nhất, Chí Kĩ (志錡), là do thiếp thất Triệu thị (趙氏) sinh ra, và Triệu thị cũng là mẹ sinh của Ôn Tĩnh Hoàng quý phi lẫn Khác Thuận Hoàng quý phi (tức Trân phi), hai bà là con gái thứ 4 và thứ 5 trong tổng số năm con gái của Trường Tự. Thời trẻ, Ôn Tĩnh Hoàng quý phi và Khác Thuận Hoàng quý phi sống tại Quảng Châu. Năm 13 tuổi, 2 chị em được đón vào Kinh thành.

## Đại Thanh tần phi

### Trải qua tuyển tú
Căn cứ Bát Kỳ đô thống nha môn Toàn tông đương (八旗都統衙門全宗檔), Quang Tự triều sơ tuyển Tú nữ ý chỉ hạ vào năm Quang Tự thứ 11 (1885), trải đến năm thứ 12 (1886) đến năm thứ 14 (1888), thì hai chị em nhà Tha Tha Lạp thị đã qua đến 4 lần tuyển tú.
Năm Quang Tự thứ 12 (1886), ngày 19 tháng 2 (âm lịch), lần đầu tuyển tú, Mãn Châu Tương Hoàng kỳ giao tiến 6 người, trong đó có Cẩn phi, được ghi là: 「Nguyên nhậm Thị lang Trường Tự chi nữ, Niên thập tam tuế, Huệ Côn Tá lĩnh; 原任侍郎長敘之女，年十三歲，惠昆佐領。」. Ngày đó trải qua tuyển tú, có ba người bị "Lược bài tử" (撂牌子), trong đó có Cẩn phi, hai người kia là 「Bang bạn Đại thần Thường Tích chi nữ, Niên thập thất tuế, Long Diệu Tá lĩnh"; 幫辦大臣常績之女，年十七歲，隆耀佐領」 và 「"Tuần phủ Đức Hinh chi nữ, Niên thập ngũ tuế, Phú Sâm Bố Tá lĩnh"; 巡撫德馨之女，年十五歲，富森布佐領」.
Năm Quang Tự thứ 13 (1887), ngày 17 tháng 2 (âm lịch), lần thứ hai tuyển tú, là những Tú nữ đợt trước kia cộng thêm những người mới vừa đủ tuổi tham dự. Trân phi cũng tham gia đợt này, và cùng chị gái Cẩn phi đều được ghi danh vào tiếp. Năm thứ 14 (1888), ngày 24 tháng 9 (âm lịch), lần thứ 3 tuyển tú, Mãn Châu Tương Hồng kỳ có sáu người, trong đó có: hai con gái của Huệ Côn Tá lĩnh nguyên nhậm Thị lang Trường Tự (tức Cẩn phi và Trân phi), hai con gái của Long Diệu Tá lĩnh hạ Tại kinh chi Diệp Nhĩ Khương Bang Bạn đại thần, Phó Đô thống Thường Tích (常績); và hai con gái của Phú Sâm Bố Tá lĩnh hạ Giang Tây Tuần phủ Đức Hinh (德馨). Sau khi xét, hai con gái của Thường Tích đều bị lược bài tử, còn lại 4 người đều tiếp tục.
Năm Quang Tự thứ 14 (1888), ngày 5 tháng 10 (âm lịch), là lần thứ 4 tuyển tú. Lúc này, hai con gái của Đức Hinh bị lược bài tử, thưởng "Đại quyển Tứ sơ" (大卷四疋), "Y diện nhất kiện" (衣面一件), còn hai chị em Cẩn phi cùng Trân phi chính thức được chọn, chỉ định làm Tần.
Vòng cuối tuyển tú năm ấy, quyết định Hậu và phi tần được diễn ra ở Thể Hòa điện (體和殿), và quá trình này này được lưu truyền trong dân gian qua rất nhiều dã sử. Trong đó, phổ biến nhất là câu chuyện truyền miệng từ một vị Thái giám đời Dân Quốc. Lúc này, Quang Tự Đế tuyển chọn 5 tú nữ còn lại là Diệp Hách Na Lạp thị (tức Hiếu Định Cảnh hoàng hậu), 2 chị em Tha Tha Lạp thị cùng hai con gái của Tuần phủ Đức Hinh. Quang Tự Đế coi trọng con gái nhà Đức Hinh, muốn chọn lập làm Hoàng hậu, tuy nhiên chính Từ Hi Hoàng thái hậu không hài lòng, và khuyên Hoàng đế chọn cháu gái bà, tức Diệp Hách Na Lạp thị, do đó Diệp Hách Na Lạp thị trở thành Hoàng hậu, hai chị em Tha Tha Lạp thị phong Tần, còn hai con gái nhà Đức Hinh bị loại. Tuy câu chuyện truyền miệng này khá phổ biến, song căn cứ theo thư tịch tuyển tú, số lượng tú nữ được tuyển thời đó phải có tầm 30 người. Số lượng 5 người như vậy là nhỏ nên thiếu căn cứ, không đáng tin.
Phong hiệu của bà là Cẩn tần (瑾嬪), theo tài liệu của Nội vụ phủ, "Cẩn" có Mãn văn là 「Gincihiyangga」, ý là "Hoa lệ", "Tú mỹ".

### Nhập cung phong Tần
Năm Quang Tự thứ 15 (1889), ngày 26 tháng 1 (âm lịch), hai chị em Tha Tha Lạp thị đồng nhập cung, trước một ngày so với Hoàng hậu. Ngày 18 tháng 2 (âm lịch), lấy Hiệp bạn Đại học sĩ Hộ bộ Thượng thư Phúc Linh (福錕) làm Chính sứ, Lễ bộ Tả Thị lang Tục Xương (續昌) làm Phó sứ, hành Cẩn tần sắc phong lễ.
Sách văn viết:
| “                                  | 朕惟睢洲起化。必资佐理之贤。鸾綍颁恩。特重袖荣之典。爰循茂矩。用贲彝章。尔他他喇氏。秉性温柔。持躬淑慎。礼娴内则。早著范于兰闺。职备中宫。克襄猷于桂殿。兹奉慈禧端佑康颐昭豫庄诚寿恭皇太后懿旨。册封尔为瑾嫔。尔其恪承芝检。赞坤元而荷庥嘉。敬事椒涂。膺巽命以将柔顺。钦哉。 . Trẫm duy tuy châu khởi hóa. Tất tư tá lý chi hiền. Loan phất ban ân. Đặc trọng tụ vinh chi điển. Viên tuần mậu củ. Dụng bí di chương. Nhĩ Tha Tha Lạp thị. Bỉnh tính ôn nhu. Trì cung thục thận. Lễ nhàn nội tắc. Tảo trứ phạm vu lan khuê. Chức bị trung cung. Khắc tương du vu quế điện. Tư phụng Từ Hi Đoan Hữu Khang Di Chiêu Dự Trang Thành Hoàng thái hậu ý chỉ. Sách phong nhĩ vi Cẩn tần. Nhĩ kỳ khác thừa chi kiểm. Tán khôn nguyên nhi hà hưu gia. Kính sự tiêu đồ. Ưng tốn mệnh dĩ tương nhu thuận. Khâm tai. | ” |
| — Sách văn Cẩn tần Tha Tha Lạp thị | |   |

Khi ấy, Quang Tự Đế ghẻ lạnh Hoàng hậu Diệp Hách Na Lạp thị, mà sủng ái em gái Cẩn tần là Trân tần vì Trân tần có sở thích và suy nghĩ tiến bộ giống ông. Cẩn tần không được sủng ái nhiều nhưng nhờ Trân tần, địa vị trong cung của 2 chị em tuy không bằng Hoàng hậu, song thực tế là vượt xa. Trong khi em gái bà Trân tần ngụ tại Cảnh Nhân cung, thì Cẩn tần ngụ tại Vĩnh Hòa cung (永和宮).
Trong hậu cung, Từ Hi Thái hậu ban đầu cũng yêu mến Cẩn tần cùng Trân tần. Mùa xuân năm thứ 20 (1894), ngày 3 tháng 1 (âm lịch), nhân dịp đại thọ Từ khánh 60 tuổi của Từ Hi Hoàng thái hậu, Quang Tự Đế sắc phong cho cả Cẩn tần và Trân tần lên hàng Phi (妃), do đó bà trở thành Cẩn phi (瑾妃).
Tuy nhiên, lễ sắc phong của cả hai chị em bà chưa kịp diễn ra, thì cũng trong năm đó vào ngày 29 tháng 10 (âm lịch), Cẩn phi cùng Trân phi bị khép tội "Nhiều lần khất thỉnh" (屢有乞請), can thiệp chính sự, nên cả hai đều bị giáng làm Quý nhân. Lời dụ năm đó như sau:
| “                                                                                     | 谕内阁、朕钦奉慈禧端佑康颐昭豫庄诚寿恭钦献崇熙皇太后懿旨。本朝家法严明。凡在宫闱。从不准干预朝政。瑾妃、珍妃、承侍掖廷。向称淑慎。是以优加恩眷。洊陟崇封。乃近来习尚浮华。屡有乞请之事。皇帝深虑渐不可长。据实面陈。若不量予儆戒。恐左右近侍。藉为夤缘蒙蔽之阶。患有不可胜防者。瑾妃、珍妃、均著降为贵人。以示薄惩而肃内政。 . Dụ nội các, Trẫm phụng Từ Hi Đoan Hữu Khang Di Chiêu Dự Trang Thành Thọ Cung Khâm Hiến Sùng Hi Hoàng thái hậu ý chỉ. Bổn triều gia pháp nghiêm minh. Phàm ở cung đình, không chuẩn cho can dự triều chính. Cẩn phi và Trân phi, thừa hầu trong Dịch đình, xưa nay đều hiền thục cẩn trọng. Nay mang thêm ân quyến, tiến trắc sùng phong. Gần đây lại có thói xa hoa, nhiều lần xin xỏ việc triều đình. Hoàng đế ngày đêm bận chính vụ, cư thực diệc trần, nếu không phạt nặng, thì không đủ răn đe tả hữu thị hầu, e rằng sẽ cứ thế mà nhờ vả tiến thân, cứ để cái họa xảy ra như vậy chi bằng phải phòng bị trước. Cẩn phi cùng Trân phi đều giáng làm Quý nhân. Lấy hình phạt nhẹ này để chấn chỉnh nội chính. | ” |
| — Dịch lược ý sắc chỉ giáng Cẩn phi và Trân phi ngày 29 tháng 10, năm Quang Tự thứ 20 | |   |

Việc hàng vị này không chỉ là Từ Hi thái hậu phản ánh thói xa hoa của chị em Cẩn phi, mà còn liên quan đến việc "Khất thỉnh", suy ra việc cả hai đã can thiệp chính sư. Có một suy luận rằng, sau khi Chiến tranh Trung-Nhật nổ ra (1894 - 1895), anh em họ của Cẩn phi cùng Trân phi là Trí Nhuệ và Văn Đình Thức buộc tội Lý Hồng Chương thỏa hiệp và đầu hàng địch, hai người đã nhờ Trân phi chuyển bản tấu tới Quang Tự Đế, thúc giục Hoàng đế đứng ra lãnh đọa cuộc chiến. Không ngờ, Lý Hồng Chương vu khống Văn Đình Thức và Trân phi có mưu đồ cướp ngôi Hoàng hậu, phản đối Từ Hi Thái hậu can thiệp triều chính, giúp đỡ Hoàng đế làm chủ triều đình. Vì lý do này, Cẩn phi và Trân phi bị Từ Hi Thái hậu kết tội tạo phản, giáng thành Quý nhân. Trí Nhuệ và Văn Đình Thức cũng bị Từ Hi Thái hậu bãi chức.
Dẫu nguyên nhân thế nào, nhưng xem ra Từ Hi Thái hậu cũng không hẳn quá mức tực giận đối với chị em Cẩn Quý nhân, vì chỉ sang năm sau, Quang Tự thứ 21 (1895), ngày 15 tháng 10 (âm lịch), Từ Hi Thái hậu ra chỉ tấn lại Phi vị cho cả hai chị em. Ngày 12 tháng 11 (âm lịch) cùng năm, lấy Lễ bộ Hữu Thị lang Phổ Thiện (溥善) làm Chính sứ, Nội các Học sĩ Khôn Tụ (堃岫) làm Phó sứ, tiến hành lễ sắc phong Phi vị cho Cẩn Quý nhân.
Trong cuộc Khởi nghĩa Nghĩa Hòa Đoàn năm 1900 (Quang Tự thứ 26), ngày 21 tháng 7 (âm lịch), Cẩn phi tùy giá Đế-Hậu rời kinh sư đến Tây An. Năm thứ 27 (1901), ngày 28 tháng 11 (âm lịch), Cẩn phi lại tùy Đế-Hậu hồi loan về kinh.

## Cuối đời góa phụ

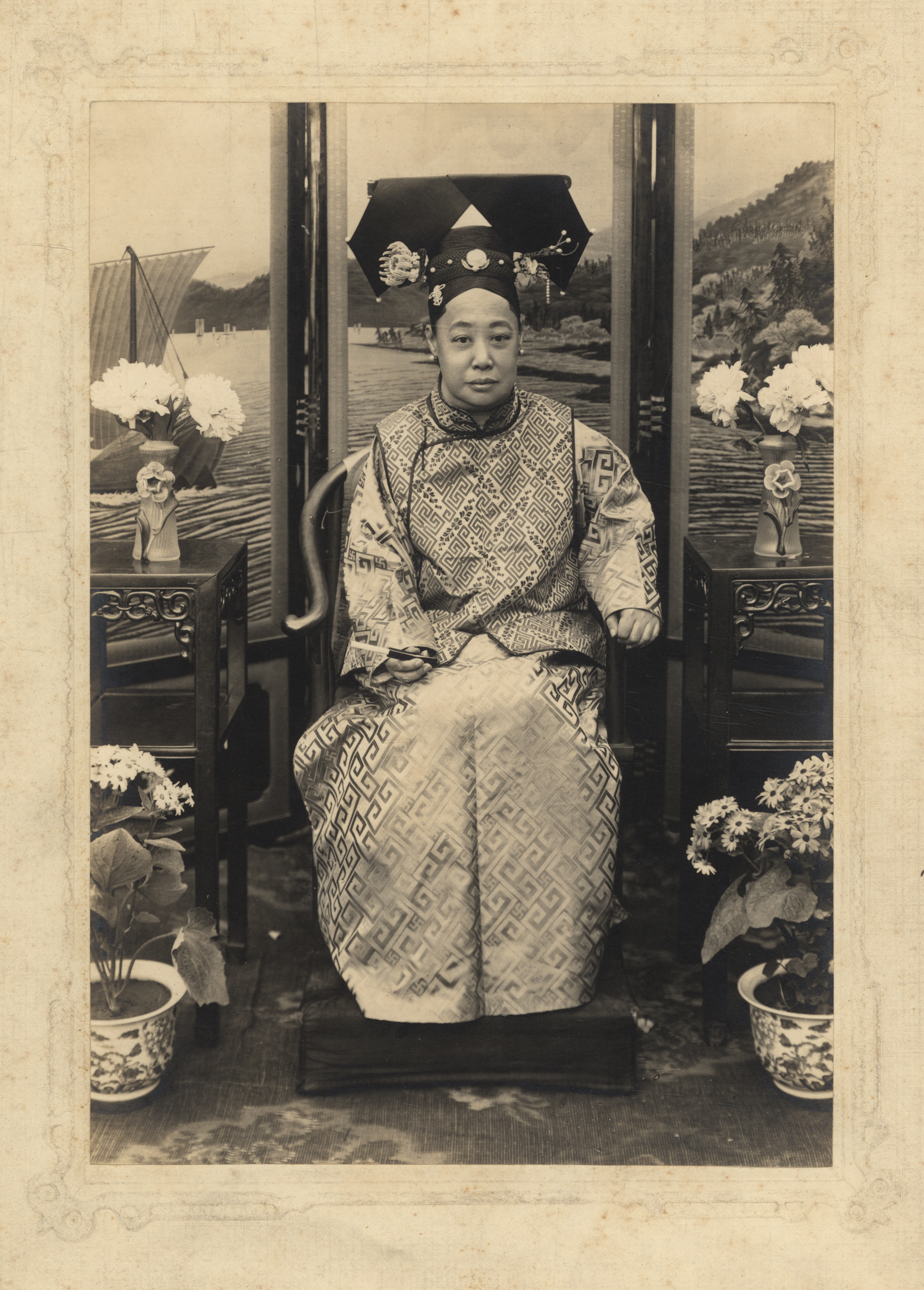
Cẩn Quý phi những năm tuổi già.

Năm Quang Tự thứ 34 (1908), sau khi Quang Tự Đế giá băng, Từ Hi Thái hoàng thái hậu hậu chọn Phổ Nghi làm Tân hoàng đế, Hoàng hậu Diệp Hách Na Lạp thị được tôn làm Hoàng thái hậu, tức Long Dụ Hoàng thái hậu. Ngày 25 tháng 10 (âm lịch), Cẩn phi cùng các góa phụ phi tần trong cung đồng loạt tấn phong thêm một bậc, bà được phong Cẩn Quý phi (瑾貴妃).
Phổ Nghi bấy giờ chỉ mới 2 tuổi 10 tháng, Long Dụ Thái hậu có ảnh hưởng nhiếp chính cùng Thuần Thân vương Tải Phong, cha ruột của Tuyên Thống Đế Phổ Nghi và Viên Thế Khải. Phổ Nghi vào cung 6 năm liền không được gặp mẹ, phải nhận Long Dụ Thái hậu làm Dưỡng mẫu, và Long Dụ Thái hậu với thân phận Mẫu hậu đã chịu trách nhiệm trông nom Phổ Nghi trong cung, cùng sự giúp đỡ của Cẩn Quý phi với 3 vị phi tần của Mục Tông Đồng Trị Đế, tức Hiến Triết Hoàng quý phi (khi đó gọi Du Hoàng quý phi), Cung Túc Hoàng quý phi (khi đó gọi Tuần Hoàng quý phi) và Đôn Huệ Hoàng quý phi (khi đó gọi Tấn Quý phi). Có ý kiến cho rằng, Long Dụ Thái hậu cùng Cẩn Quý phi quan hệ không mấy căng thẳng, thậm chí là khá tốt đẹp, có lẽ bởi vì trong nhóm Đức Tông góa phụ chỉ còn có bà cùng Thái hậu, luôn cùng nhau hỗ trợ lẫn nhau ảnh hưởng lên Hoàng đế trước sự cạnh tranh của phe Mục Tông góa phụ, đứng đầu là Du Hoàng quý phi.
Năm Tân Hợi, Tuyên Thống năm thứ 3 (1911), Cách mạng Tân Hợi diễn ra vào tháng 10. Ngày 25 tháng 12 (âm lịch), tức ngày 12 tháng 2 năm 1912, Long Dụ Thái hậu đã ký Thanh đế thoái vị chiếu thư (清帝退位詔書) theo một thỏa thuận do Viên Thế Khải làm môi giới trung gian với Triều đình ở Bắc Kinh và những người Cộng hòa ở Nam Trung Hoa, chính thức khiến nhà Thanh mất đi Đế vị.
Theo các "điều kiện ưu đãi của Hoàng đế nhà Thanh" (清帝退位優待條件), văn bản được ký với Trung Hoa Dân Quốc mới, Tuyên Thống Đế Phổ Nghi được giữ lại tước vị và được chính quyền Cộng hòa đối xử bằng nghị định thư được gán cho một Hoàng đế ngoại quốc. Ngoài ra, Phổ Nghi và triều đình được phép ở lại trong nửa phía Bắc Tử Cấm Thành (các cung riêng) cũng như ở trong Di Hòa Viên.

## Chọn lập Uyển Dung

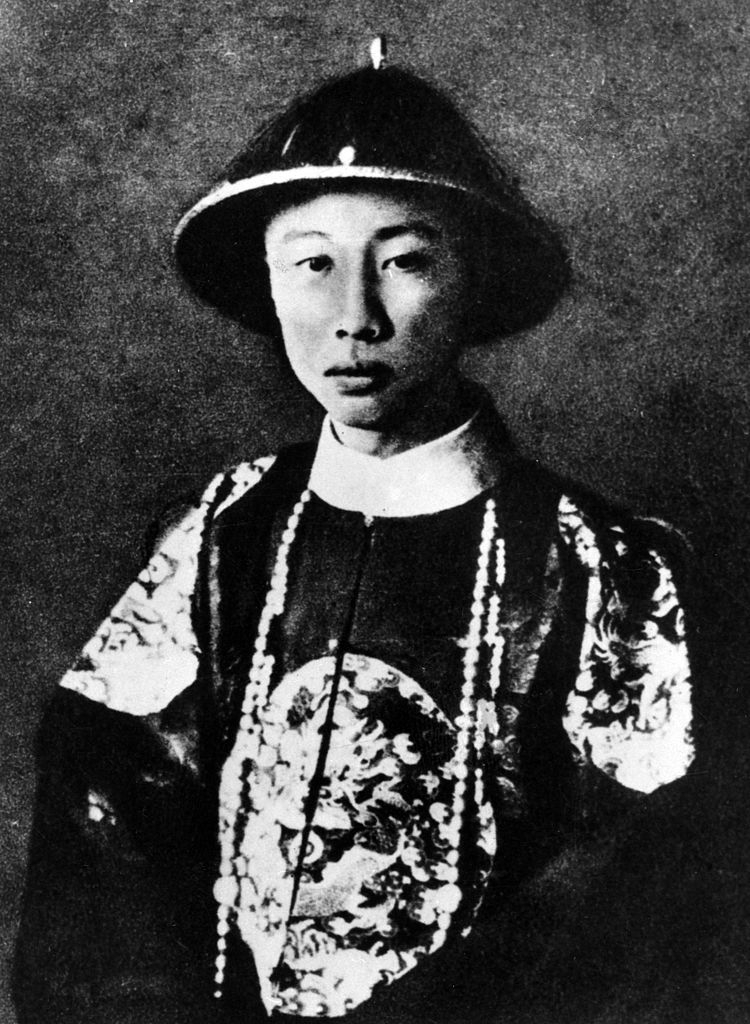
Tuyên Thống Đế Phổ Nghi.

Năm Dân Quốc thứ 2 (1913), ngày 17 tháng 1 (âm lịch), Long Dụ Thái hậu qua đời. Sang ngày 5 tháng 2 (âm lịch), Cẩn Quý phi Tha Tha Lạp thị được phong làm Đoan Khang Hoàng quý phi (端康皇貴妃), cũng gọi Đoan Khang Thái phi (端康太妃). Đồng ngày đó, có các góa phụ của Mục Tông Đồng Trị Đế là Kính Ý Hoàng quý phi Hách Xá Lý thị, Trang Hòa Hoàng quý phi A Lỗ Đặc thị và Vinh Huệ Hoàng quý phi Tây Lâm Giác La thị đều được tôn phong, đấy chính là Tứ đại Thái phi (四大太妃) thời kỳ Phổ Nghi thoái vị.
Sau cái chết của Long Dụ Thái hậu, phe đại diện Đức Tông Quang Tự Đế chỉ còn lại Đoan Khang Thái phi, một mình bà đấu với Kính Ý Thái phi trên việc ảnh hưởng đối với Phổ Nghi. Vì sao lý do này quá quan trọng đối với các góa phụ Thái phi, chính là vì Phổ Nghi mang việc "Một con trai thờ tự hai Tông", là con thừa tự của cả Mục Tông lẫn Đức Tông. Vì lý do này, các Thái phi của Mục Tông luôn viện vị trí trưởng của mình đòi hỏi quyền lợi, và bản thân các góa phụ của Đức Tông gồm Long Dụ Thái hậu và Đoan Khang Thái phi cũng không muốn từ bỏ quyền lợi của mình. Sau khi Long Dụ Thái hậu qua đời, tình hình càng trở nên gay gắt đối với Đoan Khang Thái phi.
Trong việc giáo dục Phổ Nghi, Đoan Khang Thái phi rất khắt khe và đòi hỏi cao. Từ bé, Phổ Nghi được ở trong cung, đi đến đâu mọi người cũng phải quỳ xuống và khấu đầu. Phát hiện ra quyền lực của mình, Phổ Nghi thường bắt đánh đập hoạn quan vì những lỗi nhỏ. Việc này khiến Phổ Nghi thường xuyên bị Thái phi la mắng, cả mẹ ruột là Ấu Lan cũng bị trách phạt. Năm Dân Quốc thứ 10 (1921), trong một lần Thái phi triệu Ấu Lan vào cung mắng mỏ, vô tình làm mẹ Phổ Nghi nhục nhã nuốt nha phiến tự sát, từ đó bà đối xử dịu dàng hơn và ít khi mắng Phổ Nghi. Cũng trong năm này, bà lên kế hoạch tổ chức đại hôn cho Phổ Nghi.
Lúc bấy giờ, Tuyên Thống hoàng đế Phổ Nghi tuy đã tuyên bố thoái vị, Hoàng đế chỉ mang tính chất quân chủ lập hiến, không có quyền lực, nhưng hôn sự của Hoàng đế vẫn là vấn đề trọng đại của triều đình Mãn Thanh đang lụi tàn. Rất nhiều người bị tuyển, rồi đào thải, cuối cùng còn lại 4 người: con gái của Vinh Nguyên là Quách Bố La thị, con gái của Đoan Cung là Ngạch Nhĩ Đức Đặc thị, con gái Hành Vĩnh là Hoàn Nhan thị, và cuối cùng là con gái của Dương Thương Trát Bố là Bát Nhĩ Tế Cát Đặc thị, tất cả đều xuất thân quý tộc, không gia đình giàu có thì cũng là dòng dõi cao quý.
Năm Dân Quốc thứ 11 (1922), hai tú nữ được triệu vào cung, một người do Đoan Khang Thái phi đề bạt là Uyển Dung thuộc gia tộc Quách Bố La thị, con gái Vinh Nguyên (荣源) - đại thần nội vụ phủ trong triều, một người là Văn Tú, do Kính Ý Thái phi đề bạt. Khi diễn ra quá trình tuyển chọn, các Thái phi đã ngấm ngầm kình cựa nhau. Căn cứ cách nói của Phổ Giai, Uyển Dung có sự hỗ trợ từ Đoan Khang Thái phi cùng Tái Đào (载涛), còn Văn Tú có sự ủng hộ từ Kính Ý Thái phi cùng Tái Tuân (载洵). Nơi này cũng có thể nhìn ra, hai người đều có tương đương bối cảnh, mỗi người đều có một vị Thái phi cùng một vị Hoàng thúc duy trì, trên thực tế thể hiện mâu thuẫn giữa Thái phi cùng với phái Tông thất.
Ban đầu, Kính Ý Thái phi khuyên Phổ Nghi chọn Văn Tú làm Hoàng hậu, Phổ Nghi muốn làm theo nhưng Đoan Khang Thái phi phản đối gay gắt, cho rằng Văn Tú xuất thân tầm thường không thể làm Hoàng hậu. Dưới sức ép của Thái phi và các đại thần, Phổ Nghi đành phong Uyển Dung làm Hoàng hậu, Văn Tú làm Thục phi (淑妃).
Quy trình đó được chính Phổ Nghi kể lại như sau:
| “                                                       | 照片送到了养心殿，一共四张……便不假思索地在一张似乎顺眼一些的相片上，用铅笔画了一个圈。这是满洲额尔德特氏端恭的女儿，名叫文绣……这是敬懿太妃所中意的姑娘。这个挑选结果送到太妃那里，端康太妃不满意了，她不顾敬懿的反对，硬叫王公们来劝我重选她中意的那个，理由是文绣家境贫寒，长的不好，而她推荐的这个是个富户，又长的很美。她推荐的这个是满洲正白旗郭布罗氏荣源家的女儿，名婉容。 ... Ảnh chụp đưa đến Dưỡng Tâm điện, tổng cộng 4 trương,... (Ta) không nghĩ ngợi nhiều mà liền khoanh 1 vòng tròn vào 1 bức ảnh mà ta thấy thuận mắt nhất trong đống ảnh đó. Đây là Mãn Châu Ngạch Nhĩ Đức Đặc thị, con gái Đoan Cung, tên là Văn Tú,... là cô nương được Kính Ý Thái phi vừa ý nhất. Kết quả lựa chọn đưa đến chỗ các Thái phi, nhưng Đoan Khang Thái phi không hài lòng, không màng đến sự phản đối của Kính Ý Thái phi, bèn nói các Vương công đến khuyên ta chọn người theo ý bà, vì Văn Tú gia cảnh bần hàn, tướng mạo trông không đẹp, mà (Đoan Khang Thái phi) lại đề cử cô gái con nhà phú hộ, dáng vẻ lại xinh đẹp. Đó là Mãn Châu Chính Bạch kỳ Quách Bố La thị, con gái Vinh Nguyên, tên Uyển Dung | ” |
| — Lời tự thuật của Tuyên Thống Đế khi chọn lập Hậu, Phi | |   |

Năm Dân Quốc thứ 13 (1924), diễn ra tết Trung thu, Đoan Khang Thái phi cùng Phổ Nghi đón tiệc tại Dưỡng Tâm điện, cùng có Uyển Dung, Văn Tú cùng nhóm vương công đại thần. Sau khi trở về tẩm cung, bà đột nhiên mắc phong hàn. Sang ngày 22 tháng 9 (âm lịch), giờ Sửu, Đoan Khang Hoàng quý phi Tha Tha Lạp thị qua đời, hưởng thọ 51 tuổi. Phổ Nghi lấy Hoàng quý thái phi thân phận, tạm quàn tại Từ Ninh cung. Bà qua đời vài ngày trước khi Phổ Nghi bị trục xuất khỏi Tử Cấm Thành bởi Quân phiệt Phùng Ngọc Tường.
Sang ngày 23 tháng 10 (âm lịch) cùng năm, giờ Thìn, phụng di đến Quảng Hóa tự (廣化寺) tạm an. Đến ngày 10 tháng 12 (âm lịch) cùng năm đó, đưa quan tài táng vào Phi viên tẩm của Sùng lăng (崇陵) thuộc Thanh Tây lăng. Sang năm sau (1925), tháng 9, chính thức làm lễ dâng thụy, thụy hiệu của bà là Ôn Tĩnh Hoàng quý phi (溫靖皇貴妃).